# Architectuur Vijfje
Het Architectuur Vijfje is een Nederlandse 5 euro herdenkingsmunt uitgebracht in 2008. De munt is uitgebracht als eerbetoon aan de Nederlandse architecten uit het heden en het verleden. De eerste slag is door rijksbouwmeester Liesbeth van der Pol gedaan. De eerste slag was bij de Koninklijke Nederlandse Munt te Utrecht. 
Het Architectuur Vijfje is in opdracht van het ministerie van Financiën geslagen. Namens de Koninklijke Nederlandse Munt heeft Stani Michiels de munt ontworpen. De munt is in Nederland wettig betaalmiddel.

## Thema
Aan de voorzijde staat het portret van koningin Beatrix. Het portret is opgebouwd uit de namen van een aantal bekende Nederlandse architecten. Aan de achterzijde heeft Stani Michiels het ontwerp gebaseerd op de geschiedenis van de Nederlandse architectuur. De contouren van Nederland zijn aangegeven door uit de rand oprijzende architectuurboeken. Er is gekozen voor boeken omdat veel architecten ook boeken, over architectuur, hebben geschreven. Silhouetten van vogels geven de hoofdsteden van de provincies aan.

## Specificaties
De specificaties van de circulatiemunt gelden ook voor de Eerste Dag Uitgifte. 

### Circulatiemunt
- Nominale waarde: 5 euro
- Kwaliteit: circulatie
- Metaal: verzilverd koper
- Gewicht: 10,50 g
- Diameter: 29,0 mm
- Oplage: 350.000 (waarvan 2.009 munten als Eerste Dag Uitgifte, excl. 20.000 Proof-munten)
- Randschrift: *God*zij*met*ons
- Ontwerper: Stani Michiels

### Proof
- Nominale waarde: 5 euro
- Kwaliteit: Proof
- Metaal: 925/1000 zilver
- Gewicht: 15,50 g
- Diameter: 33,0 mm
- Oplage: 25.000
- Randschrift: *God*zij*met*ons
- Ontwerper: Stani Michiels

### Tientje
Van het Architectuur Vijfje is ook een gouden 10 euro munt geslagen
- Nominale waarde: 10 euro
- Kwaliteit: Proof
- Metaal: 900/1000 goud
- Gewicht: 6,72 g
- Diameter: 22,5 mm
- Oplage: 6.500
- Randschrift: geen, de rand is gekarteld
- Ontwerper: Stani Michiels

Gulden herdenkingsmunten:

Dubbelkop 1980 · Unie van Utrecht · Voetbalvijfje

Nederlandse euro-herdenkingsmunten:

herdenkingsmunten van € 2: Erasmusmunt · Dubbelkop Beatrix-Willem-Alexander · 200 jaar koninkrijk

meerwaardeherdenkingsmunten:

Zilveren vijfjes: Vincent van Gogh Vijfje · Europamunt · Koninkrijksmunt · Vredes Vijfje · Belasting Vijfje · Australië Vijfje · Rembrandt Vijfje · Michiel de Ruyter Vijfje · Architectuur Vijfje · Manhattan Vijfje · Japan Vijfje · Max Havelaar Vijfje · Waterland Vijfje · Schilderkunst Vijfje · Muntgebouw Vijfje · WNF Vijfje · Tulpen Vijfje · Beeldhouwkunst Vijfje · Grachtengordel Vijfje · Vrede van Utrecht Vijfje · Rietveld Vijfje · Vredespaleis Vijfje · De Nederlandsche Bank Vijfje · Van Nelle Vijfje · Waterloo Vijfje · Wadden Vijfje · Jheronimus Bosch Vijfje · Stelling van Amsterdam Vijfje · Johan Cruijff Vijfje · Fanny Blankers-Koen Vijfje · Schokland Vijfje · Wageningen Universiteit Vijfje · Luchtvaart Vijfje · Beemster Vijfje · Market Garden Vijfje · Jaap Eden Vijfje

Zilveren tientjes: Huwelijksmunt · Geboortemunt · Jubileummunt · Koningstientje · Verjaardagstientje
Caribisch Nederland: BES-dollar (2011, 2013)